# اسکات نیدام
اسکات نیدام (انگلیسی: Scott Nydam؛ زادهٔ ۹ آوریل ۱۹۷۷) دوچرخه‌سوار اهل ایالات متحده آمریکا است.